# Mési (Réthymnon)
Mési, en grec moderne : Μέση, est un village du dème de Réthymnon, en Crète, en Grèce. Selon le recensement de 2011, la population de Mési compte 48 habitants. Le village est situé à une altitude de 220 m et à 13 km de Réthymnon.

## Recensements de la population
| Recensements | 1900 | 1920 | 1928 | 1940 | 1951 | 1961 | 1971 | 1981 | 1991 | 2001 | 2011 |
| ------------ | ---- | ---- | ---- | ---- | ---- | ---- | ---- | ---- | ---- | ---- | ---- |
| Population   | 246  | 361  | 260  | 253  | 174  | 148  | 112  | 107  | -    | 81   | 48   |